# تكيف ثقافي

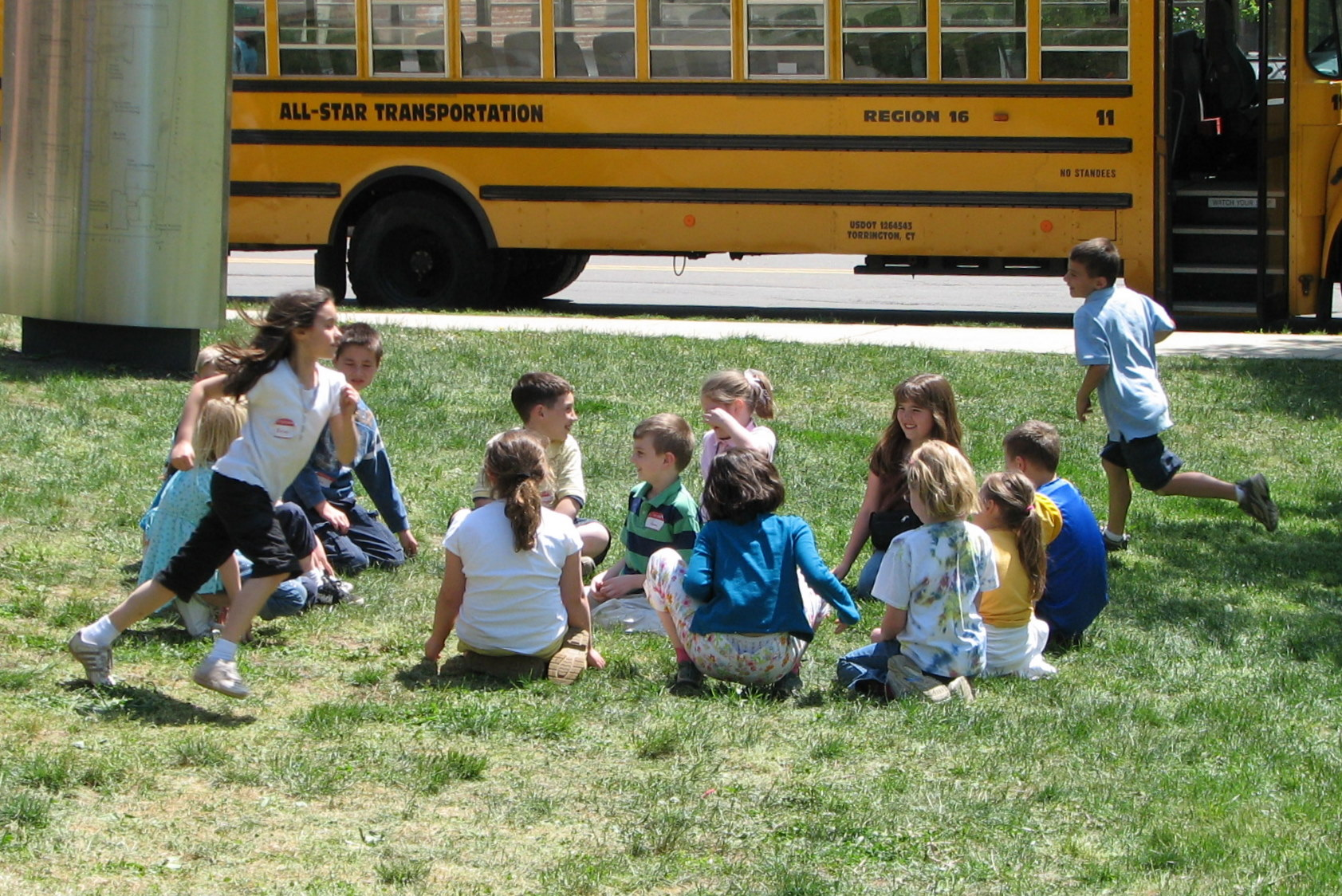
نعم الثقافة هى سير نجاح الأخلاق والقيم الأخلاقية التي يكتسبها الناس ونجاح المجتمعات الغربية هي التقافة المفتوحة بين الشعوب

التكيف الثقافي العملية التي يتعلم فيها الناس احتياجات الثقافة المحيطة ويكتسبون القيم والسلوكيات المناسبة أو الضرورية في تلك الثقافة.